# Marin Pongračić
Marin Pongračić (Landshut, 11. rujna 1997.) hrvatski je nogometaš i reprezentativac, koji trenutačno igra za Fiorentinu. Obično igra na poziciji središnjeg braniča, no može igrati i na poziciji desnog braniča i defenzivnog veznog.

## Klupska karijera
Marin Pongračić započeo je svoju karijeru u omladinskoj momčadi Bayern Münchena. Godine 2013. prešao je u FC Ingolstadt 04 gdje je isprva igrao za omladinsku momčad. Tijekom ljeta 2016. godine prešao je u TSV 1860 München II. Iduće godine promoviran je u TSV 1860 München. 
U travnju 2017. godine Pongračić je odigrao svoju prvu utakmicu za TSV 1860 München. Ta utakmica ujedno mu je i prva profesionalna. Igrao je protiv kluba SV Sandhausen u 29. kolu 2. Bundeslige. 
Tijekom sezone 2017./18. prešao je u Red Bull Salzburg za 1 milijun eura. S Red Bull Salzburgom imao je ugovor do 31. lipnja 2021. Prvu utakmicu za Red Bull Salzburg odigrao je 15. srpnja u Austrijskom kupu protiv Deutschlandsberger SC. Utakmica je završila 7:0 za Red Bull Salzburg. Pongračić je s Red Bull Salzburgom 2 put osvojio Austrijsku Bundesligu te jednom Austrijski kup.
Tijekom drugog dijela sezone 2019./20. Pongračić je prešao u VfL Wolfsburg za 10 milijuna eura. S Wolfsburgom ima ugovor do lipnja 2024. godine. Prvu utakmicu za Wolfsburg odigrao je 2. veljače 2020. godine protiv kluba SC Paderborn 07. Utakmica je završila 4:2 za Wolfsburg.

## Reprezentativna karijera
Za hrvatsku nogometnu reprezentaciju do 21 godine debitirao je 31. kolovoza 2017. u utakmici protiv Moldavije koja je završila 3:0 za Hrvatsku. Za seniorsku reprezentaciju debitirao je 11. studenoga 2020. godine u prijateljskoj utakmici protiv Turske.

## Priznanja

### Klupska
Red Bull Salzburg
- Austrijska Bundesliga (3): 2017./18., 2018./19., 2019./20.
- Austrijski nogometni kup (2): 2018./19., 2019./20.

## Vanjske poveznice
- Marin Pongračić, Hrvatski nogometni savez
- Marin Pongračić, Transfermarkt (engl.)
- Marin Pongračić, Soccerway (engl.)
- Marin Pongračić, WorldFootball.net (engl.)